# Oluf Olsson
Oluf „Olle” Olsson (Koppenhága, 1873. május 30. – Koppenhága, 1947. május 25.) olimpiai ezüst- és bronzérmes dán tornász.
Az 1906. évi nyári olimpiai játékokon indult tornában és a összetett csapatversenyben ezüstérmes lett. (ezt az olimpiát később a Nemzetközi Olimpiai Bizottság nem hivatalossá nyilvánította)
Az 1908. évi nyári olimpiai játékokon is indult tornában és a összetett csapatversenyben 4. lett.
38 évesen az 1912. évi nyári olimpiai játékokon indult utoljára tornában és a szabadon választott gyakorlatok csapatversenyben bronzérmes lett.
Klubcsapata a Københavns Gymnastikforening volt.